# Primetime-Emmy-Verleihung 1960

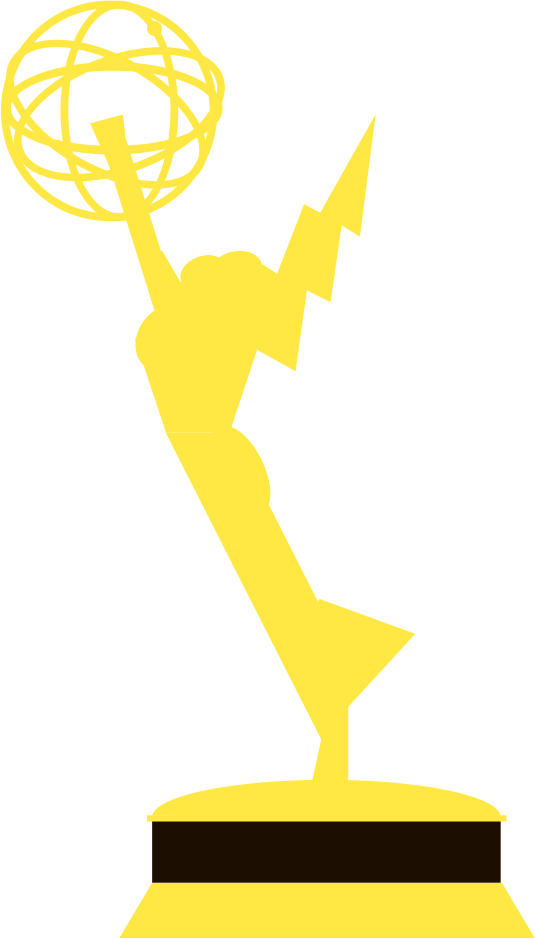
Emmy-Preisstatuette

Die 12. Emmy-Verleihung fand am 20. Juni 1960 in den NBC Studios in Burbank, Kalifornien, USA statt. Die Zeremonie wurde von Fred Astaire moderiert.

## Nominierungen und Gewinner

### Programmpreise
| Kategorie                                                                                                | Preisträger | Programm                                                       | Nominierungen |
| --- | ----------- | -------------------------------------------------------------- | --- |
| Outstanding Program Achievement In The Field Of Drama (Beste Dramaserie)                                 |             | Playhouse 90, CBS                                              | DuPont Show of the Month (Episode: Ethan Frame), CBS The Moon and Sixpence, NBC Startime (Episode: The Turn of the Screw), NBC Die Unbestechlichen, ABC |
| Outstanding Program Achievement In The Field Of Variety (Beste Unterhaltungssendung)                     |             | The Fabulous Fifties, CBS                                      | Another Evening with Fred Astaire, NBC The Dinah Shore Chevy Show, NBC The Garry Moore Show, CBS The Revlon Revue, CBS                                  |
| Outstanding Achievement In The Field Of Music (Beste Musiksendung)                                       |             | Leonard Bernstein and the New York Philharmonic in Moscow, CBS | The Bell Telephone Hour (Episode: The Music of George Gershwin), NBC Hallmark Hall of Fame (The Green Pastures), NBC Young People's Concerts, CBS       |
| Outstanding Program Achievement In The Field Of Humor (Beste Comedyserie)                                |             | The Art Carney Special (Episode: Very Important People), NBC   | The Danny Thomas Show, CBS The Jack Benny Program, CBS The Red Skelton Show CBS Vater ist der Beste, CBS                                                |
| Outstanding Program Achievement In The Field Of News (Beste Nachrichtensendung)                          |             | Huntley-Brinkley Report, NBC                                   | CBS Evening News, CBS Journey to Understanding, NBC Small World, NBC Outlook, NBC                                                                       |
| Outstanding Program Achievement In The Field Of Public Affairs And Education (Beste Informationssendung) |             | The 20th Century, CBS                                          | CBS Reports (Episode: The Population Explosion), CBS Meet the Press, NBC Small World, NBC The VIII Winter Olympics, CBS                                 |
| Outstanding Achievement In The Field Of Children’s Programming (Bestes Kinderprogramm)                   |             | Hucky und seine Freunde, Syndicated                            | Captain Kangaroo, CBS Lassie, CBS The Quick Draw McGraw Show, Syndicated Watch Mr. Wizard, NBC                                                          |

### Regiepreise
| Kategorie                                                                                                   | Preisträger                  | Programm                                                                 | Nominierungen |
| --- | ---------------------------- | ------------------------------------------------------------------------ | --- |
| Outstanding Directorial Achievement In Drama (Beste Regie Drama)                                            | Robert Mulligan              | The Moon and Sixpence, NBC                                               | John Frankenheimer für Startime (Episode: The Turn of the Screw), NBC Phil Karlson für Westinghouse Desilu Playhouse (Episode 1.20-1.21: The Untouchables), CBS |
| Outstanding Directorial Achievement In Comedy (Beste Regie Comedy)                                          | Ralph Levy, Bud Yorkin       | The Jack Benny Program, CBS                                              | Seymour Berns für The Red Skelton Show, CBS Sheldon Leonard für The Danny Thomas Show, CBS                                                                      |
| Outstanding Achievement In Art Direction And Scenic Design (Beste künstlerische Regie und Szenengestaltung) | Ralph Berger, Frank T. Smith | Westinghouse Desilu Playhouse (Episode 1.20–1.21: The Untouchables), CBS | Charles Lisanby für The Garry Moore Show, CBS John J. Lloyd für Alfred Hitchcock Presents, CBS                                                                  |

### Drehbuchpreise
| Kategorie                                                                            | Preisträger                                       | Programm                                             | Nominierungen |
| ------------------------------------------------------------------------------------ | ------------------------------------------------- | ---------------------------------------------------- | --- |
| Outstanding Writing Achievement In Drama (Bestes Dramadrehbuch)                      | Rod Serling                                       | Twilight Zone, CBS                                   | James Costigan für Startime (Episode: The Turn Of The Screw), NBC Loring Mandel für Playhouse 90 (Episode: Project Immortality), CBS             |
| Outstanding Writing Achievement In Comedy (Bestes Comedydrehbuch)                    | George Balzer, Hal Goldman, Al Gordon, Sam Perrin | The Jack Benny Program, CBS                          | Dorothy Cooper, Roswell Rogers für Vater ist der Beste, NBC Nat Hiken für The Ballad of Louie the Louse, CBS                                     |
| Outstanding Writing Achievement In The Documentary Field (Bestes Dokumentardrehbuch) | Howard K. Smith, Av Westin                        | CBS Reports (Episode: The Population Explosion), CBS | James Benjamin für The 20th Century (Episode: From Kaiser To Fuehrer), CBS Richard F. Hanser für Project XX (Episode: Life In The Thirties), NBC |

### Technikpreise
| Kategorie                                                                      | Preisträger                | Programm                                                                 | Nominierungen |
| ------------------------------------------------------------------------------ | -------------------------- | ------------------------------------------------------------------------ | --- |
| Outstanding Achievement In Cinematography For Television (Beste TV-Kamera)     | Charles Straumer           | Westinghouse Desilu Playhouse (Episode 1.20–1.21: The Untouchables), CBS | William Margulies für The Lawless Years (Episode 1.17: The Morrison Story), NBC Ralph Woolsey für 77 Sunset Strip (Episode 2.10: Secret Island), ABC |
| Outstanding Achievement In Electronic Camera Work (Beste elektronische Kamera) |                            | The VIII Winter Olympics, CBS                                            | Playhouse 90, CBS Startime, NBC |
| Outstanding Achievement In Film Editing In Television (Bester TV-Schnitt)      | Ben Ray, Robert L. Swanson | Die Unbestechlichen, ABC                                                 | Danny B. Landres für General Electric Theater, CBS Edward W. Williams für Alfred Hitchcock Presents (Episode 5.15: Man From The South, CBS)          |

### Darstellerpreise
| Kategorie | Preisträger      | Programm                                       | Nominierungen |
| --- | ---------------- | ---------------------------------------------- | --- |
| Outstanding Single Performance By An Actor (Lead or Support) (Bester Einzeldarsteller)                                  | Laurence Olivier | The Moon and Sixpence, NBC                     | Lee J. Cobb für Playhouse 90 (Episode: Project Immortality), CBS Alec Guinness für Startime (Episode: The Wicked Scheme Of Jebal Deeks), NBC            |
| Outstanding Single Performance By An Actress (Lead or Support) (Beste Einzeldarstellerin)                               | Ingrid Bergman   | Startime (Episode: The Turn Of The Screw), NBC | Julie Harris für DuPont Show of the Month (Episode: Ethan Frome), CBS Teresa Wright für Sunday Showcase (Episode: The Margaret Bourke-White Story), NBC |
| Outstanding Performance By An Actor in a Series (Lead or Support) (Bester Seriendarsteller)                             | Robert Stack     | Die Unbestechlichen, ABC                       | Richard Boone für Have Gun – Will Travel, CBS Raymond Burr für Perry Mason, CBS                                                                         |
| Outstanding Performance By An Actress In A Series (Lead or Support) (Beste Seriendarstellerin)                          | Jane Wyatt       | Vater ist der Beste, CBS                       | Donna Reed für The Donna Reed Show, ABC Loretta Young für Letter to Loretta, NBC                                                                        |
| Outstanding Performance In A Variety Or Musical Program Or Series (Bester Darsteller Unterhaltungs- oder Musikprogramm) | Harry Belafonte  | The Revlon Revue, CBS                          | Fred Astaire für Another Evening with Fred Astaire, NBC Dinah Shore für The Dinah Shore Chevy Show, NBC                                                 |